# Lola 91
Chronologie des modèles (1991)
Lola 90 Venturi LC92
Lola T93/30
La Lola 91, également connue sous la dénomination Lola LC91, est la monoplace de Formule 1 conçue par le constructeur britannique Lola et engagée par l'écurie française Larrousse dans le cadre du championnat du monde de Formule 1 1991. Elle est pilotée par le Français Éric Bernard, remplacé par le Belge Bertrand Gachot lors du dernier Grand Prix de la saison, en Australie, et par le Japonais Aguri Suzuki.

## Historique
En février 1991, le conseil mondial de la Fédération internationale du sport automobile retire à Larrousse le bénéfice de sa sixième place obtenue au championnat du monde des constructeurs 1990 : l'écurie française, qui perd donc les droits télévisés liés à cette place et doit se soumettre aux préqualifications, a en effet omis de mentionner que Lola Cars fournissait ses châssis. Bernie Ecclestone propose finalement à Larrousse de partager les droits télévisés accordés au dixième du championnat avec l'écurie Ligier, en échange de quoi celles-ci sont exemptées de se présenter aux séances de préqualifications. En outre, Larrousse perd le soutien de l'entreprise japonaise Espo et son contrat de fourniture de moteurs avec Lamborghini. La Lola 91 est donc équipée d'un moteur V8 Ford-Cosworth, tout en conservant l'ancienne transmission préparée pour le bloc italien.
La Lola 91 s'avère être une monoplace lente et très peu fiable, puisqu'elle ne rallie l'arrivée qu'à trois reprises, à cause notamment d'un moteur et d'une boîte de vitesses fragiles. Lors de la première manche de la saison, le Grand Prix des États-Unis, Aguri Suzuki termine sixième, à deux tours du vainqueur Ayrton Senna, après s'être élancé de la vingt-et-unième place, tandis qu'Éric Bernard abandonne à la suite de la casse de son moteur Lamborghini. Au Brésil, un problème d'embrayage contraint le Français à l'abandon, tandis que Suzuki ne prend pas le départ de la course en raison d'une rupture de la pompe à essence empêchant le démarrage de sa monoplace lors de son installation sur la grille de départ. Malgré ces déboires, Larrousse reçoit le soutien financier de la marque de boissons Orangina, propriété du groupe Pernod Ricard, à partir du Grand Prix de Saint-Marin.
À Monaco, Suzuki et Bernard accusent un manque d'adhérence et se qualifient en dix-neuvième et vingt-et-unième places sur la grille. En course, les freins de la monoplace du Japonais se bloquent dans le virage de Sainte-Dévote et il percute le mur de pneus. Son équipier termine neuvième à deux tours de Senna. Au Mexique, malgré une monoplace nerveuse, Bernard marque le point de la sixième place après s'être qualifié dix-huitième, tandis que Suzuki, parti dix-neuvième, abandonne au cinquantième tour à la suite d'un tête-à-queue, alors qu’il était neuvième.
Les dix dernières manches du championnat sont plus délicates pour Larrousse qui ne rallie plus l'arrivée en course. En outre, Bernard et Suzuki essuient trois non-qualifications chacune en fin de saison. Larrousse, en difficulté financière, prépare donc sa survie. En marge du Grand Prix de France, Gérard Larrousse, annonce que son écurie, en grave difficultés financières, est placée en redressement judiciaire. De plus, un partenariat est signé avec le constructeur automobile Venturi Automobiles, chargé de concevoir la monoplace qui sera engagée en 1992. En Allemagne, un autre partenariat est conclu avec la société japonaise Doï, via l'entreprise Central Park, dont les financements permettent d'acquérir un bloc Lamborghini pour 1992. Néanmoins, Gérard Ducarouge, le directeur technique de l'écurie, démissionne en marge du Grand Prix de Hongrie, et est remplacé par Michel Têtu,. Un projet de fusion avec l'écurie AGS est même à l’étude en septembre 1991.
Lors de la séance d'essais libres du vendredi matin du Grand Prix du Japon, Éric Bernard est victime d'un grave accident : la Lola 91 monte sur un vibreur et percute de plein fouet un mur dans la grande épingle du circuit de Suzuka, avant de rebondir sur la piste. L'équipe médicale, dirigée par le professeur Sid Watkins, arrive rapidement sur les lieux de l'accident et constatent que Bernard est gravement blessé à la jambe gauche, dont les os sont perforés par les cylindres de frein et d'embrayage de la monoplace. Le Français est transféré à l'hôpital de Nagoya où les chirurgiens l'opèrent de multiples fractures au tibia et au péroné, avant de rentrer trois jours plus tard en France, où sa rééducation est supervisée par le professeur Letournel.
Pour la dernière manche de la saison, en Australie, Bernard est remplacé par le Belge Bertrand Gachot, qui vient d'effectuer deux mois de prison au Royaume-Uni. Sa mauvaise condition physique ne lui permet pas de se qualifier pour la course, tout comme Suzuki, victime d'une sortie de piste en qualification.
À l'issue du championnat, Larrousse termine onzième du championnat du monde des constructeurs avec deux points. Éric Bernard et Aguri Suzuki, qui ont chacun marqué un point, se classent respectivement vingt-et-unième et vingt-deuxième du championnat du monde des pilotes.

## Résultats en championnat du monde de Formule 1
| Saison | Écurie       | Moteur               | Pneumatiques | Pilotes         | Courses | Courses | Courses | Courses | Courses | Courses | Courses | Courses | Courses | Courses | Courses | Courses | Courses | Courses | Courses | Courses | Points inscrits | Classement |
| Saison | Écurie       | Moteur               | Pneumatiques | Pilotes         | 1       | 2       | 3       | 4       | 5       | 6       | 7       | 8       | 9       | 10      | 11      | 12      | 13      | 14      | 15      | 16      | Points inscrits | Classement |
| ------ | ------------ | -------------------- | ------------ | --------------- | ------- | ------- | ------- | ------- | ------- | ------- | ------- | ------- | ------- | ------- | ------- | ------- | ------- | ------- | ------- | ------- | --------------- | ---------- |
| 1991   | Larrousse F1 | Ford-Cosworth V8 DFR | Goodyear     |                 | USA     | BRÉ     | SMR     | MON     | CAN     | MEX     | FRA     | GBR     | ALL     | HON     | BEL     | ITA     | POR     | ESP     | JAP     | AUS     | 2               | 11e        |
| 1991   | Larrousse F1 | Ford-Cosworth V8 DFR | Goodyear     | Éric Bernard    | Abd     | Abd     | Abd     | 9e      | Abd     | 6e      | Abd     | Abd     | Abd     | Abd     | Abd     | Abd     | Nq      | Abd     | Nq      |         | 2               | 11e        |
| 1991   | Larrousse F1 | Ford-Cosworth V8 DFR | Goodyear     | Bertrand Gachot |         |         |         |         |         |         |         |         |         |         |         |         |         |         |         | Nq      | 2               | 11e        |
| 1991   | Larrousse F1 | Ford-Cosworth V8 DFR | Goodyear     | Aguri Suzuki    | 6e      | Np      | Abd     | Abd     | Abd     | Abd     | Abd     | Abd     | Abd     | Abd     | Nq      | Nq      | Abd     | Nq      | Abd     | Nq      | 2               | 11e        |

Légende : ici 